# Mycoplasma laboratorium
Mycoplasma laboratorium (лат.) — спланированный частично-синтетический штамм бактерий рода Микоплазма (Mycoplasma), полученный из генома Mycoplasma genitalium. Этим проектом в области синтетической биологии занимается команда из двадцати учёных в Институте Дж. Крэйга Вентера, возглавляемая Нобелевским лауреатом Хэмильтоном Смитом и включающая в себя исследователя ДНК Крэйга Вентера и микробиолога Клайда А. Хатчисона III.

## История исследований
Команда учёных начала с бактерии Mycoplasma genitalium, облигатного внутриклеточного паразита. Геном Mycoplasma genitalium включает в себя 482 гена и состоит из последовательности 580 000 спаренных оснований, организованной в виде одной кольцевой хромосомы (микроорганизм с наименее известным на момент начала проекта геномом из поддающихся выращиванию в лаборатории). Команда систематически удаляла гены, чтобы найти минимальный набор генов, необходимый для жизни. Результат: 382 гена. Эта работа была также известна как Проект Минимального Генома.
Команда синтезировала последовательность ДНК хромосомы, включающей в себя необходимые 382 гена. Далее её пересадили в клетку Mycoplasma genitalium. Полученный микроорганизм был назван Mycoplasma laboratorium.
Ожидается, что Mycoplasma laboratorium будет в состоянии копировать себя и свою искусственную ДНК: таким образом, в настоящее время эта бактерия является организмом, полученным в значительной степени синтетическим способом (хотя необходимые факторы, которые позволили бы её копировать — молекулярная машина и химическая составляющая окружающей среды не являются синтетическими).
В 2003 году команда продемонстрировала метод быстрого синтезирования генома на пустом месте, приблизительно за 2 недели создав геном с 5386 основаниями бактериофага Phi X 174. Однако геном Mycoplasma laboratorium приблизительно в 50 раз больше. В январе 2008 года команда сообщила, что полностью синтезировала хромосому из 580 000 спаренных оснований Mycoplasma genitalium с небольшими модификациями, чтобы штамм не смог стать заразным и мог быть отличен от дикого типа. Они назвали этот геном Mycoplasma genitalium JCVI-1.0. Также в июне 2007 команда продемонстрировала процесс пересадки (несинтетического) генома от одной разновидности Mycoplasma в другую. В 2010 году команда продемонстрировала, что они в состоянии синтезировать 1 000 000 спаренных оснований Mycoplasma mycoides на пустом месте и пересадить их в клетку Mycoplasma capricolum; после этого новый геном встроился в клетку и новый организм стал способен к размножению.
В 2006 году «Институт Дж. Крэйга Вентера» подал материалы на получение патентов на геном Mycoplasma laboratorium («минимальный бактериальный геном») в США и в мире. Этому прорыву в области биологических патентов препятствует охранная организация Action Group on Erosion, Technology and Concentration.
Вентер планировал в конечном счёте синтезировать бактерии, производящие водород и биотопливо, а также поглощающие углекислый газ и другие парниковые газы. Джордж Чёрч, другой пионер в синтетической биологии, считает, что Escherichia coli является более эффективным организмом, чем Mycoplasma genitalium, и что создание полностью синтетического генома не является необходимым и слишком дорогостоящим для таких задач; он указывает, что синтетические гены были уже включены в Escherichia coli, чтобы выполнить некоторые из вышеупомянутых задач.